# Looking On
| Recensione              | Giudizio    |
| ----------------------- | ----------- |
| AllMusic                | [ 1 ]       |
| Robert Christgau        | C+          |
| Sputnikmusic            | 3.3 (Great) |
| Dizionario del Pop-Rock | [ 4 ]       |
| 24.000 dischi           | [ 5 ]       |

Looking On è il terzo album discografico del gruppo musicale rock inglese The Move, pubblicato dall'etichetta discografica Fly Records nell'ottobre del 1970.

## Tracce
Lato A
1. Looking On (Voce solista: Roy Wood) – 7:47 (Roy Wood)
2. Turkish Tram Conductor Blues (Voce solista: Roy Wood) – 4:48 (Bev Bevan)
3. What? (Voce solista: Jeff Lynne; cori: Jeff Lynne e Roy Wood) – 6:45 (Jeff Lynne)
4. When Alice Comes Back to the Farm (Voce solista: Roy Wood) – 3:40 (Roy Wood)

Lato B
1. Open Up Said the World at the Door (Voci: Jeff Lynne e Roy Wood) – 7:12 (Jeff Lynne)
2. Brontosaurus (Voce solista: Roy Wood) – 4:30 (Roy Wood)
3. Feel Too Good (Voce solista: Roy Wood) – 9:33 (Roy Wood)

Edizione CD del 1998, pubblicato dalla Repertoire Records (REP 4692-WY)
1. Looking On – 7:50 (Roy Wood)
2. Turkish Tram Conductor Blues – 4:47 (Bev Bevan)
3. What? – 6:41 (Jeff Lynne)
4. When Alice Comes Back to the Farm – 3:42 (Roy Wood)
5. Open Up Said the World at the Door – 7:12 (Jeff Lynne)
6. Brontosaurus – 4:26 (Roy Wood)
7. Feel Too Good – 9:34 (Roy Wood)
8. Wild Tiger Woman – 2:40 (Roy Wood) – Bonus Track
9. Omnibus – 3:56 (Roy Wood) – Bonus Track
10. Blackberry Way – 3:40 (Roy Wood) – Bonus Track
11. Something – 3:11 (Dave Morgan) – Bonus Track
12. Curly – 2:43 (Roy Wood) – Bonus Track
13. This Time Tomorrow – 3:40 (Roy Wood) – Bonus Track
14. Lightning Never Strikes Twice – 3:10 (Mike Taylor, Rick Price) – Bonus Track
15. Something – 2:58 (Dave Morgan) – Bonus Track - Italian Version
16. Wild Tiger Woman Blues – 2:27 (Roy Wood) – Bonus Track
17. Curly Where's Your Girlie – 2:47 (Roy Wood) – Bonus Track

Edizione CD del 2008, pubblicato dalla Salvo Records (SALVOCD014)
1. Looking On – 7:45 (Roy Wood)
2. Turkish Tram Conductor Blues – 4:46 (Bev Bevan)
3. What? – 6:40 (Jeff Lynne)
4. When Alice Comes Back to the Farm – 3:41 (Roy Wood)
5. Open Up Said the World at the Door – 7:10 (Jeff Lynne)
6. Brontosaurus – 4:25 (Roy Wood)
7. Feel Too Good – 9:33 (Roy Wood)
8. Lightnin' Never Strikes Twice – 3:11 (Mike Taylor, Rick Price) – Bonus Track
9. Looking on Part 1 – 4:29 (Roy Wood) – Bonus Track - Take 3; Rough Mix
10. Looking on Part 2 – 4:46 (Roy Wood) – Bonus Track - Take 12; Rough Mix
11. Turkish Tram Conductor Blues – 4:50 (Bev Bevan) – Bonus Track - Take 5; Rough Mix
12. Open Up Said the World at the Door – 1:20 (Jeff Lynne) – Bonus Track - Take 4; Rough Mix
13. Feel Too Good – 2:34 (Roy Wood) – Bonus Track - Take 11 Extract; Rough Mix
14. The Duke of Edinburgh's Lettuce – 1:26 (Roy Wood, Jeff Lynne) – Bonus Track - Take 2; Rough Mix

## Formazione
- Roy Wood - oboe, sitar, chitarra slide, violoncello, chitarra, basso, sassofoni
- Jeff Lynne - piano, chitarra, percussioni
- Jeff Lynne - batteria (solo nel brano: Feel Too Good)
- Rick Price - basso
- Bev Bevan - batteria, percussioni

Note aggiuntive
- Roy Wood e Jeff Lynne - produttori (per la Straight Ahead Productions)
- Registrazioni effettuate al Philips Studios di Londra, Inghilterra (eccetto il brano: Brontosaurus)[11]
- Brano Brontosaurus, registrato al Advision Studios di Londra[11]
- Roger (Sleepy) Wake - ingegnere delle registrazioni
- Graphreaks - design album[12]